# Sudslava
Sudslava är en ort i Tjeckien.   Den ligger i regionen Pardubice, i den östra delen av landet, 130 km öster om huvudstaden Prag. Sudslava ligger 434 meter över havet och antalet invånare är 185.
Terrängen runt Sudslava är platt åt sydväst, men åt nordost är den kuperad. Runt Sudslava är det ganska tätbefolkat, med 65 invånare per kvadratkilometer. Närmaste större samhälle är Česká Třebová, 18,8 km sydost om Sudslava. I omgivningarna runt Sudslava växer i huvudsak blandskog.